# La libertà (Marco Masini)
La libertà è il terzo singolo estratto dall'album T'innamorerai di Marco Masini, scritto con Giancarlo Bigazzi e Giuseppe Dati.
La canzone parla del desiderio da parte di lui, dopo una storia finita, di tornare col suo vecchio amore e quindi di voler perdere quella "libertà sentimentale" che tanto all'inizio aveva gustato, ma che ora odia.
Il videoclip del brano è firmato dalla regia di Stefano Salvati.

## Tracce
1. La libertà (Radio Edit) - (3:45)
2. Cantano i ragazzi - (5:22)
3. Paura d'amare - (5:24)